# František Čapek (strzelec)
František Čapek (ur. 12 listopada 1914 w Jasennej, zm. 17 czerwca 1988 w Hradcu Králové) – czeski strzelec sportowy. Startował w barwach Czechosłowacji. Dwukrotny olimpijczyk.

## Kariera sportowa
Występował w konkurencji trap. Zajął w niej 4. miejsce na igrzyskach olimpijskich w 1952 w Helsinkach i 6. miejsce na igrzyskach olimpijskich w 1956 w Melbourne.
Wystąpił również na mistrzostwach Europy w 1956 w San Sebastián i na mistrzostwach świata w 1958 w Moskwie, ale bez sukcesów.
Później był trenerem w Dukli Praga.